# Sophia Frederika van Mecklenburg-Schwerin

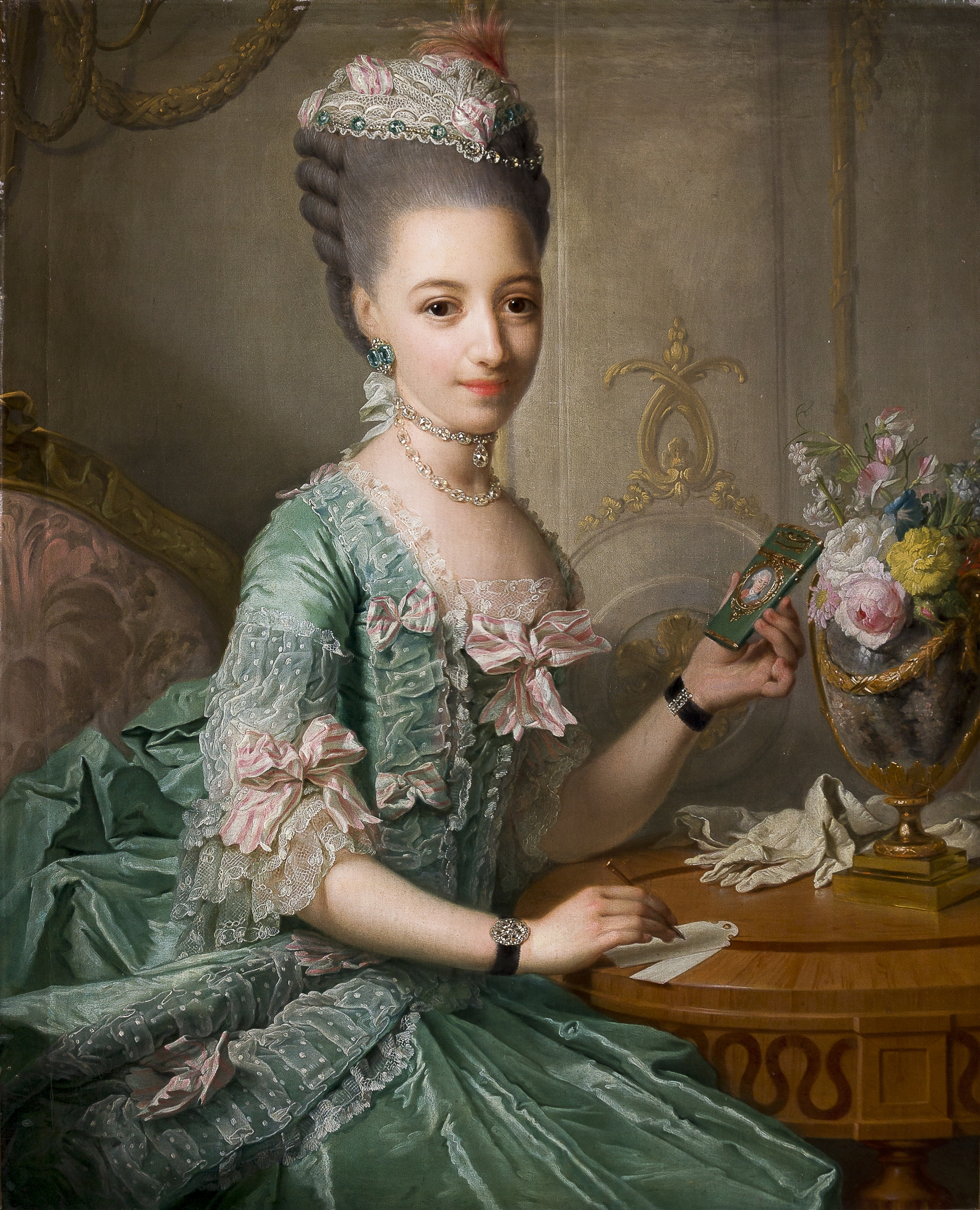
Sophia Frederika van Mecklenburg-Schwerin

Sophia Frederika van Mecklenburg-Schwerin (Schwerin, 24 augustus 1758 – Kopenhagen, 29 november 1794) was een dochter van Lodewijk van Mecklenburg-Schwerin en Charlotte Sophie van Saksen-Coburg-Saalfeld.
Zij trouwde in 1774 met prins Frederik van Denemarken (1753-1805), zoon van koning Frederik V van Denemarken. Haar man was van 1772 tot 1784 regent voor zijn geesteszieke halfbroer koning Christiaan VII. Zij stierf in 1794 op 36-jarige leeftijd in Kopenhagen. 

Haar oudste zoon werd in 1839 als Christiaan VIII koning van Denemarken, toen zijn neef Frederik VI zonder mannelijke nakomelingen stierf.
Sophia was de moeder van:
- Juliana (1784-1784)
- Christiaan (VIII) (1786-1848)
- Juliana Sophia (1788-1850), gehuwd met Frederik Willem van Hessen-Philippsthal-Barchfeld (1788-1834)
- Louise Charlotte (1789-1864), gehuwd met landgraaf Willem van Hessen-Kassel
- Frederik Ferdinand (1792-1863), gehuwd met prinses Carolina van Oldenburg (1793-1881), dochter van koning Frederik VI van Denemarken.